# روبن پطروسوف
روبن سرگئی پطروسوف (ارمنی: Ռուբեն Սերգեյի Բեդրոսով؛ زاده ۲۸ سپتامبر ۱۹۰۵ - درگذشته ۲۰ سپتامبر ۱۹۷۴) نقاش اهل ارمنستان بود. وی بین سال‌های - تا - میلادی فعالیت می‌کرد.

## زندگی‌نامه
وی با نام خانوادگی اصلی پطروسیان (ارمنی: Բեդրոսյան) در ۱۱ اکتبر [سبک قدیمی: ۲۸ سپتامبر] ۱۹۰۵ در آرماویر در به دنیا آمد و از کالج دولتی هنرهای زیبای پانوس ترلمزیان (۱۹۲۹)، آکادمی امپریال هنر سنت پترزبورگ (۱۹۳۶) فارغ‌التحصیل گشت.  وی همچنین برنده جوایزی همچون چهره هنری شایسته ارمنستان شوروی (۱۹۶۰) شد. وی در ۲۰ سپتامبر ۱۹۷۴ در سن ۶۸ سالگی در ایروان درگذشت.

## یادداشت
1. ↑  «Գեղարդ» գեղարվեստաարդյունաբերական տեխնիկում
2. ↑  Սանկտ Պետերբուրգի գեղարվեստի ակադեմիա